# Ao Jiang
Ao Jiang (kinesiska: 鳌江) är ett vattendrag i Kina. Det ligger i provinsen Fujian, i den sydöstra delen av landet, omkring 39 kilometer nordost om provinshuvudstaden Fuzhou.
Genomsnittlig årsnederbörd är 2 088 millimeter. Den regnigaste månaden är juni, med i genomsnitt 307 mm nederbörd, och den torraste är oktober, med 43 mm nederbörd.